# Tokyo Rose (film)

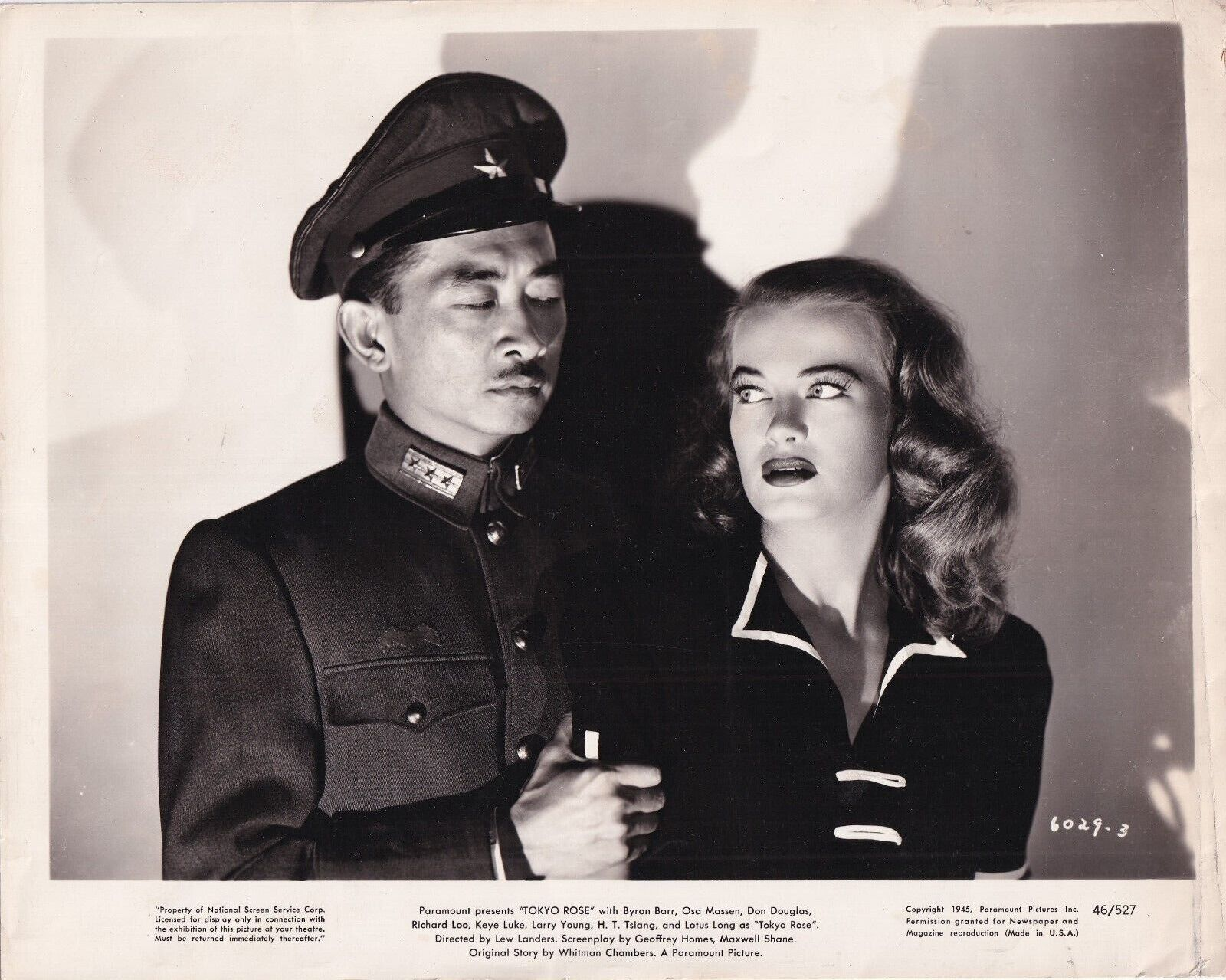
Richard Loo et Osa Massen

Pour les articles homonymes, voir Rose de Tokyo (homonymie).
Pour plus de détails, voir Fiche technique et Distribution.
Tokyo Rose est un film américain réalisé par Lew Landers, sorti en 1946.

## Synopsis
Un soldat américain parvient à s'enfuir de Tokyo et se cache dans la clandestinité. Il enivage ensuite de tuer Tokyo Rose, qui est responsable de la mort d'un de ses amis...

## Fiche technique
- Titre original : Tokyo Rose
- Réalisation : Lew Landers
- Scénario : Daniel Mainwaring, Maxwell Shane d'après une histoire originale de Whitman Chambers
- Musique : Rudy Schrager
- Directeur de la photographie : Fred Jackman Jr.
- Production : William H. Pine, Maxwell Shane, William C. Thomas
- Pays d’origine :  États-Unis
- Langue : anglais
- Format : noir et blanc – 35 mm – 1,37:1 – mono
- Genre : film de guerre
- Durée : 69 minutes
- Date de sortie :
  - États-Unis : 8 février 1946

## Distribution
- Byron Barr : Pete Sherman
- Osa Massen : Greta Norburg
- Donald Douglas : Timothy O'Brien
- Richard Loo : Colonel Suzuki
- Keye Luke : Charlie Otani
- Grace Lem : Soon Hee
- Leslie Fong : Wong Chu
- H.T. Tsiang : Chang Yu
- Larry Young : Jack Martin
- William Challee : Mike Kovac
- Chris Drake : Frank
- James Millican : Al Wilson
- Albert Ruiz : Mel
- Blake Edwards : Joe Bridger
- Lotus Long : Tokyo Rose